# Brachynema germarii
Espèce
Brachynema germarii est une espèce d'Hémiptères de la famille des Pentatomidae.

## Description
Les punaises de couleur verdâtre mesurent 11 à 14 millimètres de long. Elles ont une forme ovale allongée. Les faces antérieures du pronotum et le connexivum (partie de l'abdomen visible sur le côté) sont de couleur jaune ou rougeâtre. L'extrémité inférieure du scutellum pointu est jaune. La membrane est transparente.
Brachynema cinctum (de) ressemble beaucoup à Brachynema germarii, mais il est plus court et a une forme moins élancée.
La période de vol des insectes adultes se situe à la fin de l’été (août et septembre).

## Répartition
Brachynema germarii est présent de l'Espagne en passant par le Sud de la France, l'Italie, la Grèce, Chypre jusqu'au Moyen-Orient (Iran, pays où il est le plus présent).

## Plantes hôtes
L'insecte est un parasite des plantes suivantes :
- Alhagi maurorum
- Anabasis aphylla (en)
- Peganum harmala
- Salsola kali
- Suaeda vera
- Zygophyllum fabago

C'est un insecte ravageur de la pistache.

## Classification
Le nom valide complet (avec auteur) de ce taxon est Brachynema germarii (Kolenati (d), 1846).
L'espèce a été initialement classée dans le genre Rhaphigaster sous le protonyme Rhaphigaster germarii Kolenati, 1846.
Brachynema germarii a pour synonymes :
- Rhaphigaster germariiKolenati, 1846